# Gemini 1
Gemini 1 est le nom du premier vol d'un vaisseau Gemini. C'est un vol sans équipage.

## Objectifs
L'objectif principal est de tester l'intégrité structurale de la capsule ainsi que celle de son lanceur, une fusée Titan II modifiée. C'est aussi l'occasion de tester de nouveaux systèmes de suivi et de communication et d'entraîner les équipes au sol aux futurs vols Gemini habités.
Le plan de vol de la mission ne comprend que trois orbites, la capsule restant attachée au deuxième étage de la fusée. Il n'est donc pas prévu de récupération du véhicule : quatre trous ont du reste été percés dans le bouclier thermique pour être sûr que la capsule soit détruite pendant la rentrée.
À la place de l'équipage et des systèmes liés à leur survie, se trouve du ballast et au lieu des couchettes ont été placés des équipements de mesure de pression, de vibration, d'accélération, de température et de facteur de charge ainsi que la télémétrie pour transmettre toutes ces données.
Finalement, l'ensemble fusée-capsule se désintègre dans l'atmosphère quatre jours après le décollage, après 64 révolutions.

## Sources
- (en) Cet article est partiellement ou en totalité issu de l’article de Wikipédia en anglais intitulé « Gemini 1 » (voir la liste des auteurs).